# Anarthrophyllum cumingii
Anarthrophyllum cumingii är en ärtväxtart som först beskrevs av William Jackson Hooker och George Arnott Walker Arnott, och fick sitt nu gällande namn av Federico Philippi. Anarthrophyllum cumingii ingår i släktet Anarthrophyllum och familjen ärtväxter. Inga underarter finns listade i Catalogue of Life.